# Azaera
Azaera is een geslacht van vlinders van de familie snuitmotten (Pyralidae), uit de onderfamilie Phycitinae.

## Soorten
- A. lophophora Dyar, 1914
- A. muciella Schaus, 1913
- A. nodoses Dyar, 1914